# Пролетњаци
Пролетњаци (Plecoptera) су ред крилатих инсеката са богатом и дугом еволуционом историјом. Савремена светска фауна обухвата преко 3.500 врста пролетњака, и нове врсте се још увек откривају. Овај ред је скоро космополитски распрострањен (одсуствује једино на Антарктику).
Сматра се да су пролетњаци једна од најпримитивнијих група класе . Њихови блиски сродници су идентификовани међу врстама из геолошких периода креде и доњег перма, док су прави пролетњаци познати из фосила који су нешто мало млађи. Према данашњим подацима сматра се да они воде порекло из мезозоичког периода.
Пролетњаци обитавају на јужној и северној хемисфери, и популације су прилично различите, мада еволуциона евиденција сугерише да су врсте прешле екватор много пута пре него пто су поново постале географски изоловане.
Пошто су ларве свих пролетњака неотпорне на загађеност животне средине, ови инсекти се користе као биоиндикатори.

## Морфолошке и еколошке карактеристике
Пролетњаци су хемиметаболни инсекти, чије ларве живе у незагађеним слатководним екосистемима (језерима, рекама, потоцима). Ларве се пресвалаче и до 10 пута, пре изласка из воде и пресвлачења у адулте. Адултне јединке не напуштају околину места где су живеле као ларве (филопатрија) и често се одмарају на камењу или површинској вегетацији у воденом екосистему. Адулти су величине до 50 mm и код већине врста поседују крила. Карактеристика по којој су добиле научно име (грч. πλέκειν - плетеница, Plecoptera - упредена крила) је посебан начин уздужног савијања крила услед постојања израженог аналног дела задњих крила. Сем овим, одрасле јединке се карактеришу и тросегментним тарзусима (само код савремених врста), карактеристичном морфолошком грађом мушког полног органа (едеагус) и делимично сраслим тестисима, додатним циркулаторним органом („церкално срце"), као и дугачким једно- до вишесегментним церцима који полазе са 10. абдоминалног сегмента. Ларве такође поседују церке, и они су увек са великим бројем сегмената.
Ларве се у воденим екосистемима хране ловећи друге артроподе, биљним материјалом или детритусом. Одрасле јединке се, у зависности од еволуционе историје врсте, хране хербиворно или су активни предатори.

## Филогенија и систематика реда
Најстарији фосилни налази пролетњака потичу из доњег Перма. Изумрле палеозојске представнике поједини аутори сврставају у засебан ред (Protoperlaria) али су вероватно у питању базалне врсте, којима недостају одређене карактеристике савремених. Изумрла фамилија Lemmatophoridae чак обухвата врсте са терестричним ларвама. Представници ове, као и фамилија Liomopteridae и Probnidae, имали су тарзусе изграђене из пет сегмената.
Савремени представници реда пролетњака биогеографски и систематски су подељени у оне који насељавају Јужну хемисферу (подред Antarctoperlaria) и оне који насељавају Северну хемисферу (подред Arctoperlaria). Дивергенција између ових група временски се подудара са разбијањем јединственог континента Пангее на Лауразију и Гондвану током Јуре. Новија истраживања кладистичке систематике указују на парафилетску природу подреда Antarctoperlaria, услед чега се класификациона схема читавог реда своди на постојање две јужне натфамилије и једног северног подреда, који са своје стране обухвата једну фамилију и два инфрареда. Укупан број савремених фамилија је 16.
ред 
„"
фамилија †
фамилија †
фамилија †
подред „Antarctoperlaria"
натфамилија 
фамилија 
фамилија 
натфамилија 
фамилија 
фамилија 
подред 
базална фамилија 
инфраред , или 
фамилија 
фамилија 
фамилија 
фамилија 
фамилија 
инфраред , или 
фамилија 
фамилија 
фамилија 
фамилија 
фамилија 
фамилија 